# Fundação de Serralves
A Fundação de Serralves está localizada no Parque de Serralves na cidade do Porto, em Portugal, onde está instalada a Casa de Serralves e o Museu de Arte Contemporânea de Serralves.

## Fundação
A Fundação de Serralves foi criada em 1989, sendo o resultado de uma parceria entre o Governo Português, instituições públicas, privadas e particulares. A publicação dos seus estatutos e órgãos sociais foi feita no Decreto-Lei n.º 240-A/89, sendo o primeiro-ministro Cavaco Silva.
Originalmente espaços de habitação, privados e exclusivos, a Casa e o Parque são a expressão do desejo e a realização do sonho de Carlos Alberto Cabral (1895-1968), 2.º Conde de Vizela.
Por ocasião do 25.º Aniversário da sua fundação, no Porto, foi agraciada a 3 de Dezembro de 2014 com o grau de Membro-Honorário da Ordem Militar de Sant'Iago da Espada.
A 3 de dezembro de 2019, por ocasião do seu 30.º aniversário, foi agraciada com o grau de Membro-Honorário da Ordem do Infante D. Henrique.

## Casa
Concluída em 1940, a Casa de Serralves foi mandada construir pelo 2.º Conde de Vizela, Carlos Alberto Cabral. Até à abertura do Museu de Arte Contemporânea, em 1999, a Casa de Serralves acolhia as exposições realizadas pela Fundação. O edifício, cujo projecto final é da autoria do arquitecto português Marques da Silva, é considerado um exemplo único da arquitectura Art Déco em Portugal.
Em 1996, a Casa de Serralves foi classificada como imóvel de interesse público devido ao seu interesse arquitectónico.

## Parque
O Parque de Serralves resulta de processos de desenho de uma paisagem ao longo de mais de um século, constituindo uma unidade temporal e espacialmente complexa: vestígios de um jardim do século XIX, Quinta do Mata-Sete, Jardim da Casa de Serralves, paisagem do Museu de Arte Contemporânea de Serralves.
O projecto para o jardim da Casa de Serralves foi encomendado pelo Conde de Vizela ao arquitecto Jacques Gréber em 1932.